# Sauroctonus
Sauroctonus es un género perteneciente al suborden extinto Gorgonopsia, que vivió durante el Pérmico tardío. Sus fósiles se han encontrado en Sudáfrica y en Rusia (en la cuenca del Volga). Fue descrito por primera vez por Bystrow en 1955, y asignado a la familia Gorgonopsidae por Carroll en 1988.

## Características
Los ejemplares de este género, que alcanzaban los 3 metros de longitud, desaparecieron durante la extinción masiva del Pérmico-Triásico, hace unos 250 millones de años.
Su cráneo triangular y aplanado medía alrededor de 25 centímetros de largo, con un ojo parietal en la zona superior. Ambas mandíbulas estaban dotadas de un par de enormes caninos, siendo los superiores de mayor longitud. El resto de piezas de la dentadura eran de pequeño tamaño, pero eran puntiagudas y afiladas. También estaba provisto de pequeños dientes romos en los huesos palatinos. Su mandíbula inferior estaba ensanchada, formando una especie de mentón. Sus extremidades eran largas y de complexión ligera, provistas de cinco dedos.

## Galería

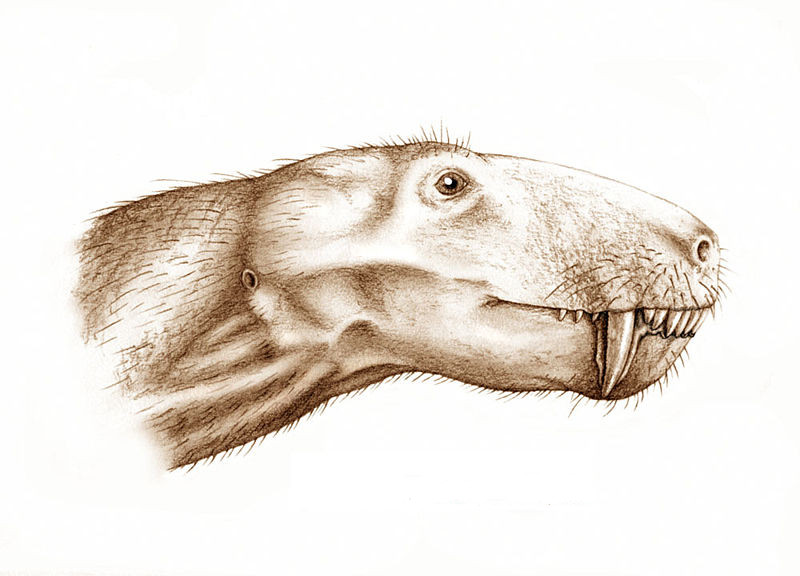
S. parringtoni
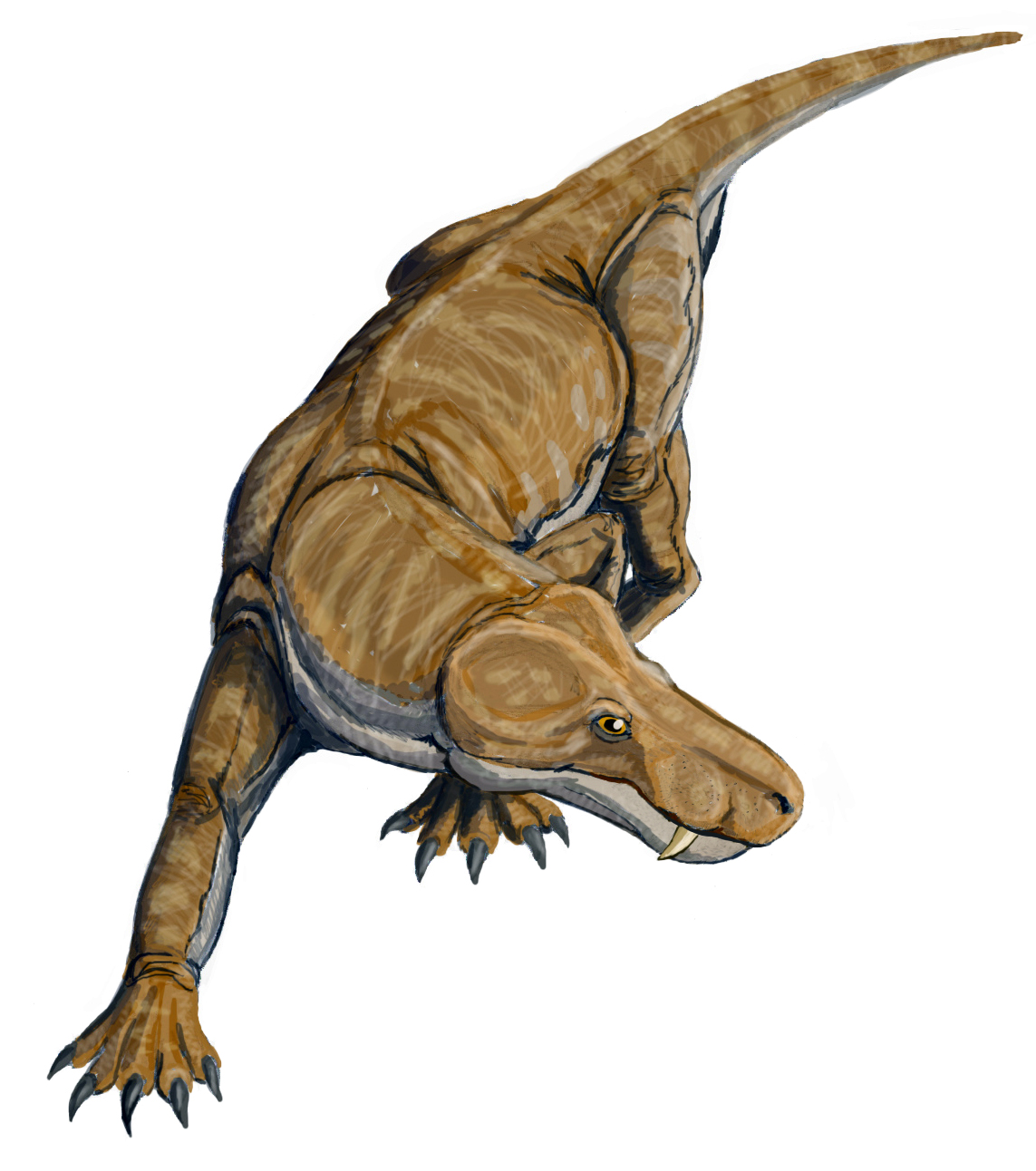
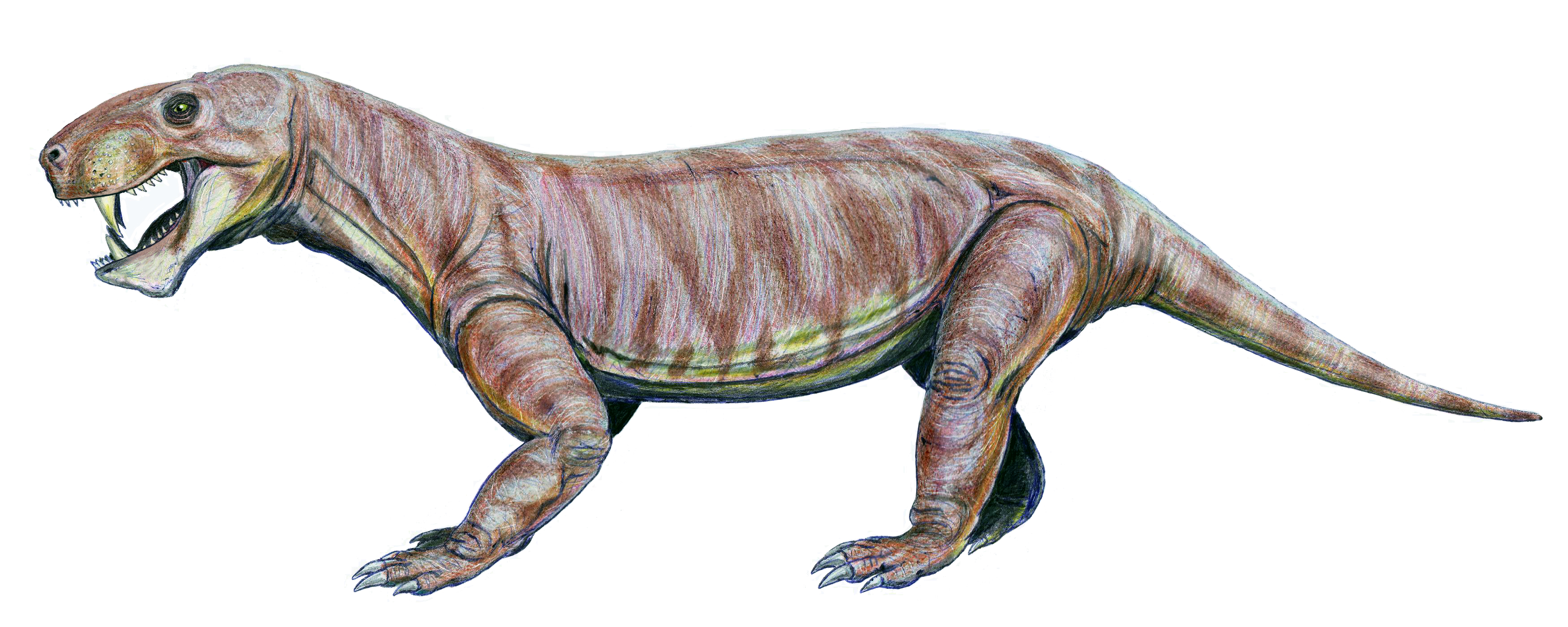
S. progressus